# Lough Oughter
Il Lough Oughter è un lago nella contea di Cavan, poco meno di 5 chilometri di distanza dal centro cittadino di Killeshandra, che sorge lungo il percorso del fiume Erne. 
Su di una piccola isola del lago, si trovano le rovine del Cloughoughter Castle.